# 夏希羅
夏希羅（：／ Ha Hee-ra，1969年12月8日—），韓國女演員。華僑出身，24歲與韓國演員崔秀宗結婚後入籍韓國。
夏希羅是韓國在1980年代末熱門的青少年演員，其後是1990年代的頂級明星，1993年成為迄今最年輕的KBS演技大獎的大獎得主。2000年代後，夏希羅以主演日日劇為主，並與丈夫崔秀宗成為有名的銀色夫妻檔。

## 早年生活及教育
夏希羅於1969年12月8日出生於韓國漢城城北區石串洞（現首爾特別市城北區石串洞）。她的父親是台灣人，母親是韓國人。家人自祖父那一代起便僑居於韓國，隨父系而有中華民國國籍，直至24歲結婚後才入籍韓國。因具有華人和韓國人血統，年幼時曾被同齡孩童取笑，常常感到自己不屬於任何一方。後隨年齡增長而認識到，不管華人或韓國人，只要心有所屬，就不會影響到自己的生活與工作。
夏希羅先後就讀於首爾石串初等學校、種岩中學、石串高等學校、東國大學和延世大學，取得教育學學士和社會福祉學碩士學位。

## 演藝生涯
12歲那年，夏希羅陪同學參觀電視台，被節目部選中，於KBS《TV幼兒園》節目中啼聲初試，隨後便加入KBS兒童合唱團。之後以KBS青少年文學館「我的名字叫瑪雅」和KBS電視劇《土地》開始了演藝生涯。初中三年級時，因參演KBS電視劇《高校生日記》而人氣飆升，除了接拍廣告，也發行音樂專輯，更於高二17歲那年，以KBS電視劇《高校生日記》榮獲KBS演技大賞之優秀演技獎。並以電影《野丫頭大進擊》初次在電影中亮相。年紀雖輕，卻已是炙手可熱的青春偶像明星。
高三18歲，因主持KBS歌唱節目《青春進行曲》而結識了丈夫崔秀宗。聯袂主持《青春進行曲》是拉近兩人距離的契機。之後，兩人又共同主持了電視節目，並聯袂主演了四部電影，且和另外五個當紅的青春偶像明星，發行了七人音樂合輯《小，但很重要的戀愛故事》。
在相戀五年後，兩人於1992年底向媒體宣布翌年秋天結婚訊息，並於1993年11月20日結為夫妻。婚後翌年夏希羅便懷有身孕，然卻在拍攝KBS電視劇《破曉》期間因過度疲勞而導致流產，而這部戲卻也讓她拿下KBS演技大獎的大賞，成為KBS史上最年輕的大賞得主。翌年她再度懷孕，亦因拍戲勞累過度再次流產。
而接二連三的痛苦流產經歷已讓她無法招架，甚至在第三次流產時，對外謊稱因闌尾炎，以致身體虛弱，「第三次流產時，我沒有讓任何人知道，除了導演。 我謊稱是闌尾炎而導致身體虛弱，但我的心很疼，就算寶寶沒有生出來，對我而言，他仍舊是一個活生生的個體，是我的小孩。我無力地躺在拍攝現場，在我的周圍彷彿被一層層悲傷的氛圍所纏繞。」在第四次流產後，夏希羅決定謝絕所有演藝邀約，以防止因拍攝工作勞累而造成流產。
1999年2月27日長子珉瑞（민서）在眾所期盼下出生，而於次年2000年3月26日誕下女兒允瑞（윤서）。這一子一女的誕生成為眾所矚目的焦點與頭條。這一雙兒女對兩人來說雖然很珍貴，然在教養方式上，卻非以溺愛待之，著重品格德育之培養，諄諭子女尚重禮義。由於夫婦倆的以身作則，子女亦熱心公益，一家四口行善做公益的溫馨畫面傳為美談。被譽為比翼鳥夫妻的兩人，是韓國演藝圈的模範銀色夫妻，不僅非常恩愛，同時亦攜手獻身慈善公益，在韓娛圈很是受到敬重。而在演藝事業上，夫妻倆亦曾雙雙締造收視神話，韓劇史上收視率突破百分之六十的八部超高收視韓劇，兩人即分占五部之多。  
夏希羅於2002年復出演戲，不僅獲得斐然成績，並多次拿下最優秀演技獎。向來擅長演繹充滿正能量善良女主的夏希羅，於2015年MBC《讓女人哭泣》首度接演反派角色，以其精湛的演技出色詮釋與自身形象反差極大的羅恩秀一角，獲得各方的讚賞。

## 演出作品

### 電視劇
| 年份   | 電視台 | 劇名                     | 角色            |
| ------ | ------ | ------------------------ | --------------- |
| 1984年 | KBS    | 《高校生日記》           |                 |
| 1984年 | KBS    | 《我的名字叫瑪雅》       |                 |
| 1986年 | KBS    | 《金礦》                 | 瘋子            |
| 1988年 | KBS    | 《天啊天啊》             | 惠慶宮洪氏      |
| 1988年 | KBS    | 《沈清傳》               | 沈清            |
| 1989年 | KBS    | 《歷史在流逝》           | 甲惠            |
| 1989年 | KBS    | 《秋季舞會》             | 美容師          |
| 1990年 | MBC    | 《女人是什麼》           | 英彩            |
| 1990年 | KBS    | 《還是49歲》             | 徐敏在          |
| 1991年 | MBC    | 《喜鵲媳婦》             | 徐奉華          |
| 1991年 | MBC    | 《愛情是什麼》           | 朴知恩          |
| 1992年 | SBS    | 《玫瑰庭院》             | 崔英珠          |
| 1992年 | MBC    | 《芒草風》               | 美京            |
| 1993年 | KBS    | 《黎明》                 | 宋寶京          |
| 1994年 | MBC    | 《特輯劇－活的正中間》   |                 |
| 1995年 | KBS    | 《年輕人的陽地》         | 林彩熙          |
| 1995年 | KBS    | 《燦爛的黎明》           | 明成皇后        |
| 1997年 | KBS    | 《因為情》               | 洪恩飄          |
| 1997年 | KBS    | 《女人》                 | 徐基南          |
| 1997年 | SBS    | 《70分鐘電視劇－三十歲》 |                 |
| 2002年 | KBS    | 《在你身邊真好》         | 韓文熙          |
| 2005年 | SBS    | 《我的愛Toram》          | 全淑妍          |
| 2005年 | SBS    | 《我愛你冤家》           | 明海江          |
| 2006年 | MBC    | 《珍惜現在》             | 吳順愛          |
| 2007年 | SBS    | 《追趕江南媽媽》         | 玄敏珠          |
| 2009年 | MBC    | 《老婆！給我飯》         | 趙英蘭          |
| 2010年 | MBC    | 《我一成不變的生活》     | 黃世麗          |
| 2010年 | KBS    | 《總統》                 | 趙素熙          |
| 2012年 | SBS    | 《傻瓜媽媽》             | 金善英          |
| 2013年 | MBC    | 《真是了不起》           | 閔智秀 / 閔智媛 |
| 2015年 | MBC    | 《讓女人哭泣》           | 羅恩秀          |
| 2015年 | MBC    | 《最佳戀人》             | 羅寶貝          |
| 2018年 | KBS    | 《車達萊夫人的愛情》     | 車珍玉          |
| 2020年 | tvN    | 《青春紀錄》             | 韓愛淑          |

### 電影
| 年份   | 片名                     | 角色   |
| ------ | ------------------------ | ------ |
| 1986年 | 《野丫頭大進擊》         | 劉娜玉 |
| 1987年 | 《兒媳婦們的個性時代》   |        |
| 1988年 | 《米莉米莉友莉杜莉》     | 杜莉   |
| 1988年 | 《校園戀愛講座》         | 惠利   |
| 1988年 | 《草葉之愛》             |        |
| 1989年 | 《哈巴狗的回憶》         | 恩慶   |
| 1990年 | 《你知道嗎，這是個祕密》 | 惠娜   |
| 1990年 | 《那天獨自一個人》       | 玄恩智 |
| 1991年 | 《再一次靠近你》         | 金成熙 |
| 1991年 | 《星光閃耀的夜晚》       | 寶娜   |
| 1992年 | 《白癡戀人》             | 惠蓮   |
| 2002年 | 《夢中人》               | 素娜   |

### 綜藝節目
- 2018年：SBS《同床异梦2 - 你是我的命运》與崔秀宗

### 音樂舞台劇
- 1994年：《保存為我跳的最後一支舞》
- 1998年：《無稽之談》
- 2004年：《我夢中的你》[18][19]
- 2008年：《再見女郎》[20][21]
- 2024年：《情书》饰演 梅丽莎[22]

### 節目主持
| 年份                  | 電視台 | 電視節目                     |
| --------------------- | ------ | ---------------------------- |
| 1987-88年             | KBS    | 歌唱節目《青春進行曲》       |
| 1988年                | MBC    | 節目《夜晚的你》             |
| 1988-90年             | KBS    | 節目《忘記夜晚的時候》       |
| 2011.05-2012.12       | KBS    | 節目《美麗人物》             |
| 2013.08.17-2013.10.19 | KBS    | 節目《孩童危機》             |
| 2013.12.19-2014.04.03 | MBC    | 紀錄片節目《環球寄宿家庭》   |
| 2015.07.01-2015.07.29 | KBS    | 紀錄片節目《家在世界的盡頭》 |

## 獎項
| 年份   | 颁奖礼                    | 獎項                       | 作品             |
| ------ | ------------------------- | -------------------------- | ---------------- |
| 1986年 | KBS演技大賞               | 優秀演技獎                 |                  |
| 1988年 | KBS演技大賞               | 特別獎                     |                  |
| 1988年 | 第24屆百想藝術大賞        | 電影部門女子新人優秀演技獎 |                  |
| 1990年 | KBS演技大賞               | 優秀演技獎                 |                  |
| 1990年 | KBS演技大賞               | 人氣獎                     |                  |
| 1991年 | MBC演技大賞               | 優秀演技獎                 | 愛情是什麼       |
| 1991年 | 第27屆百想藝術大賞        | 電視部門女子最優秀演技獎   | 愛情是什麼       |
| 1992年 | MBC演技大賞               | 優秀演技獎                 |                  |
| 1992年 | 第28屆百想藝術大賞        | 最受歡迎人氣獎             |                  |
| 1993年 | KBS演技大賞               | 大賞                       | 破曉             |
| 1995年 | KBS演技大賞               | 最優秀演技獎               | 年輕人的陽地     |
| 1995年 | 韓國音樂節                | 最受歡迎人氣明星獎         |                  |
| 2005年 | SBS演技大賞               | 獨幕劇優秀演技獎           | 我的愛Toram      |
| 2006年 | MBC演技大賞               | 最優秀演技獎               | 珍惜現在         |
| 2007年 | SBS演技大賞               | 優秀演技獎                 | 追趕江南媽媽     |
| 2010年 | 第2屆大韓民國分享大賞     | 特別大賞 大會獎賞          |                  |
| 2011年 | 第3屆大韓民國人類福祉大賞 | 分享大賞                   |                  |
| 2012年 | 第1屆衛生福利部           | 幸福共享大賞               |                  |
| 2014年 | 亞太地區影視              | 最佳女演員獎               |                  |
| 2018年 | KBS演技大賞               | 優秀演技獎                 | 車達萊夫人的愛情 |

## 外部連結
- 夏希羅的Instagram帳戶
- YouTube上的夏希羅頻道
- 夏希羅在NAVER上的资料
- 夏希羅在Daum上的资料